# Achille Fould
Achille Fould (Parijs, 17 november 1800 - Laloubère, 5 oktober 1867) was een Frans bankier en politicus.

## Politicus
Tijdens de Tweede Franse Republiek diende Fould sinds januari 1849 voor het eerst als minister van Financiën. Tot aan de staatsgreep van president Lodewijk Napoleon Bonaparte vervulde hij deze functie, zij het met twee onderbrekingen. Na de oprichting van het Tweede Franse Keizerrijk in 1852 zou hij als minister van Staat deel uitmaken van de regering-Bonaparte III, de regering onder leiding van keizer Napoleon III. Enkele maanden later, op 14 december van dat jaar, werd bij bijkomend benoemd tot minister van het Keizerlijk Huis. In februari 1853 nam hij bovendien de portefeuille Schone Kunsten over van Victor de Persigny.
Op economisch vlak was Fould een liberaal. Op politiek vlak was hij dit geenszins. In 1857 pleitte hij immers voor het afschaffen van het algemeen stemrecht. Hij verzette zich dan ook tegen de overgang van het Autoritaire Keizerrijk in het Liberale Keizerrijk in de jaren 1860. Daarom nam hij in november 1860 ontslag uit de regering en weigerde hij in de adelstand te worden verheven tot hertog. Een jaar later vatte hij echter op 14 november 1861 zijn vierde termijn aan als minister van Financiën. Hij zou minister blijven tot 1867.
Hij was tevens lid van de Senaat.

## Persoonlijk
Fould was de zoon van een joodse bankier. In 1858 bekeerde hij zich echter tot het protestantisme.